# Phyllotis definitus
Phyllotis definitus is een zoogdier uit de familie van de Cricetidae. De wetenschappelijke naam van de soort werd voor het eerst geldig gepubliceerd door Osgood in 1915.

## Voorkomen
De soort komt voor in Peru.